# Szent Péter és Pál-fatemplom (Körösgégény)
A körösgégényi Szent Péter és Pál-fatemplom műemlékké nyilvánított épület Romániában, Bihar megyében. A romániai műemlékek jegyzékében a  BH-II-m-A-01152 sorszámon szerepel.